# NGC 3158
NGC 3158 је елиптична галаксија у сазвежђу Мали лав која се налази на NGC листи објеката дубоког неба.
Деклинација објекта је + 38° 45' 56" а ректасцензија 10h 13m 50,5s. Привидна величина (магнитуда) објекта NGC 3158 износи 11,9 а фотографска магнитуда 12,9. Налази се на удаљености од 73,931 милиона парсека од Сунца. NGC 3158 је још познат и под ознакама UGC 5511, MCG 7-21-20, CGCG 211-22, PGC 29822.